# Dżabal Umm Szaumar
Dżabal Umm Szaumar (ar. جبل أم شومر) – góra w Egipcie, na Półwyspie Synaj w muhafazie Synaj Południowy w Parku Narodowym Świętej Katarzyny. Wznosi się na 2586 m n.p.m., co czyni ją drugą pod względem wysokości górą w Egipcie. W starożytności ośrodek kultu boga Amona.